# Adenophora fusifolia
Adenophora fusifolia là loài thực vật có hoa trong họ Hoa chuông. Loài này được Y.N.Lee mô tả khoa học đầu tiên năm 2004.